# Antonio Felice Zondadari senior
Antonio Felice Zondadari (Siena, 13 dicembre 1665 – Siena, 23 novembre 1737) è stato un cardinale e arcivescovo cattolico italiano.

## Biografia

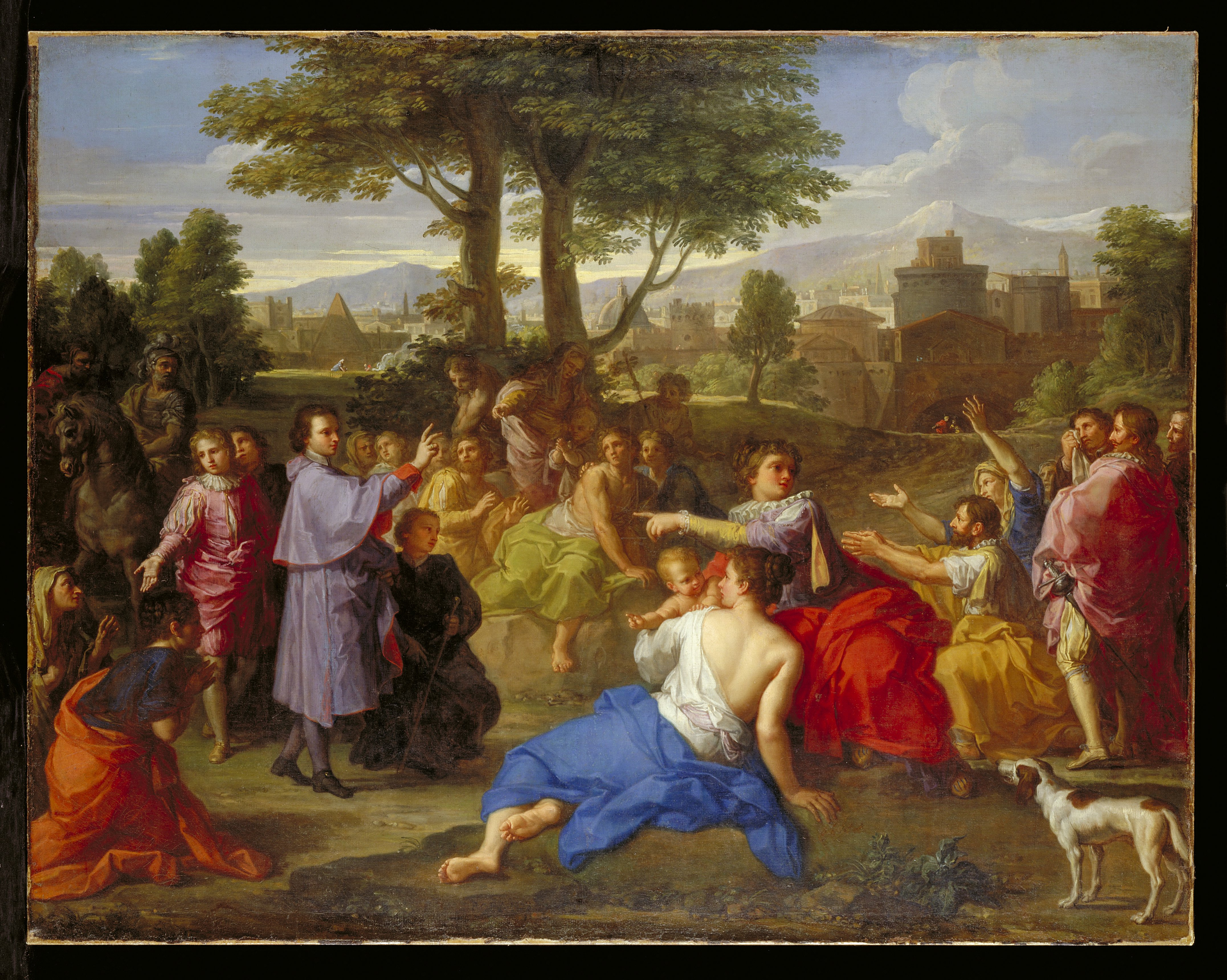
Placido Costanzi, Monsignor Zondadari benedice gli spagnoli, Institute of Arts, Minneapolis

Era figlio di Ansano Zondadari e di Agnese Chigi, pertanto si trova anche indicato con il cognome Chigi-Zondadari.
I Zondadari erano stati insigniti del marchesato di San Quirico nel 1679.
Suo fratello Alessandro fu arcivescovo di Siena; un altro fratello, Marc'Antonio, fu generale delle galee dell'Ordine di Malta nel 1682, e successivamente gran maestro dell'Ordine dal 1720 al 1722. Dal ramo materno era pronipote di papa Alessandro VII e nipote del cardinale Flavio Chigi.
Studiò presso l'Università di Siena e si laureò in utroque iure. Il 25 marzo 1690 fu ordinato sacerdote.
Il 5 dicembre 1701 fu nominato arcivescovo titolare di Damasco e fu consacrato il 18 successivo nella Chiesa Nuova di Roma dal cardinale Fabrizio Paolucci; nella stessa cerimonia fu consacrato anche Giuseppe Vallemani, arcivescovo titolare di Atene e futuro cardinale.
Il 27 gennaio 1702 fu nominato nunzio straordinario presso la corte del re Filippo V di Spagna per gli affari relativi al trattato di pace dopo la guerra di successione spagnola. Il 28 maggio 1706 divenne nunzio apostolico per la Spagna: a causa delle controversie tra il re e il papa sorte nel 1709, gli fu ordinato di trasferirsi ad Avignone, dove rimase per ben tre anni.
Fu creato cardinale nel concistoro del 18 maggio 1712; ricevette la berretta cardinalizia e il titolo di Santa Balbina il 23 settembre 1715. Il 10 gennaio 1718 divenne Camerlengo del Sacro Collegio dei Cardinali e mantenne la carica fino all'8 febbraio 1719.

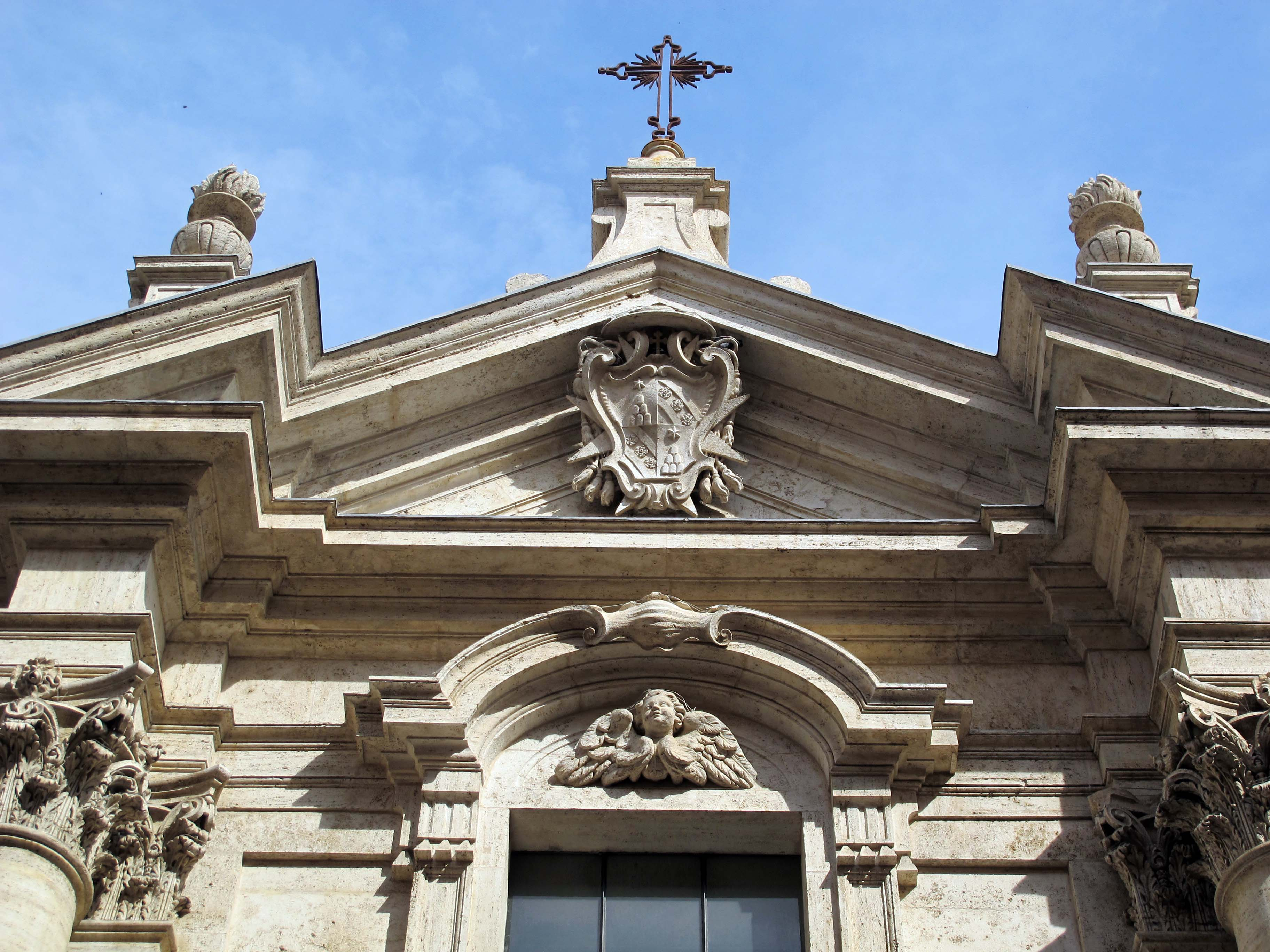
Facciata della chiesa di San Giorgio a Siena, con lo stemma del cardinale

Partecipò al conclave del 1721, che elesse papa Innocenzo XIII; fu pro-prefetto della Congregazione dei Riti, probabilmente per l'assenza del prefetto cardinale Carlo Maria Marini, che era al tempo anche legato in Romagna. Partecipò al conclave del 1724, che elesse papa Benedetto XIII. Partecipò al conclave del 1730, che elesse papa Clemente XII: durante questo conclave fu tra i papabili, ma il cardinale Cornelio Bentivoglio presentò il veto del re Filippo V di Spagna contro la sua elezione al pontificato.
Prefetto del Supremo Tribunale della Apostolica Signatura di Grazia dal 27 luglio 1730. Optò per il titolo di Santa Prassede il 9 aprile 1731.
Morì il 23 novembre 1737 a Siena e fu sepolto nella chiesa di San Giorgio, a cui aveva dato sovvenzioni per la ristrutturazione e che aveva scelto come luogo di sepoltura. Sulla sua tomba compare esclusivamente il nome.

## Genealogia episcopale e successione apostolica
La genealogia episcopale è:
- Cardinale Scipione Rebiba
- Cardinale Giulio Antonio Santori
- Cardinale Girolamo Bernerio, O.P.
- Arcivescovo Galeazzo Sanvitale
- Cardinale Ludovico Ludovisi
- Cardinale Luigi Caetani
- Cardinale Ulderico Carpegna
- Cardinale Paluzzo Paluzzi Altieri degli Albertoni
- Cardinale Gaspare Carpegna
- Cardinale Fabrizio Paolucci
- Cardinale Antonio Felice Zondadari

La successione apostolica è:
- Vescovo Pietro Giovanni Battista Puccini (1716)
- Vescovo Giovanni Giannelli (1718)
- Vescovo Domenico Potenza (1718)
- Vescovo Gianmaria Capecelatro, C.R.L. (1718)
- Vescovo Bernardo Cavalieri, C.R. (1718)
- Vescovo Giovanni Crisostomo Calvi, O.P. (1718)
- Vescovo Cesare Francesco Lucini, O.P. (1718)
- Vescovo Mattia Joccia (1718)
- Arcivescovo Giovanni Andrea Tria (1720)
- Vescovo Andrea Luigi Cattani (1720)
- Arcivescovo Giovanni Battista Laghi, C.R.S. (1720)
- Vescovo Domenico Filomarini, C.R. (1720)
- Arcivescovo Marco Antonio De Marco (1720)
- Vescovo Silvestro Stanà (1722)
- Vescovo Gaspare Gori-Mancini, O.S.Io.Hieros. (1722)
- Vescovo Gaetano Costa de Puerto, O.F.M.Ref. (1723)
- Vescovo Nicola Preti Castriota (1725)
- Vescovo Cinugo Settimio Cinughi (1725)
- Vescovo Domenico Antonio Berretti (1725)
- Vescovo Cristoforo Palmieri (1728)
- Vescovo Luigi Antonio Valdina Cremona (1729)
- Vescovo Fortunato Palumbo, O.S.B. (1730)
- Vescovo Gaetano Iovone (1730)
- Arcivescovo Giuseppe Nicolai (1731)
- Arcivescovo Celestino Galiani, O.S.B. (1731)
- Vescovo Paolo de Mercurio (1731)
- Vescovo Carlo Bossi (1731)
- Vescovo Fabio Troyli (1734)
- Arcivescovo Giovanni Rossi, C.R. (1736)
- Vescovo Pio Magnoni (1736)
- Vescovo Antonio Maria Franci (1737)
- Vescovo Giovanni Barba (1737)
- Vescovo Gennaro Carmignano, C.R. (1737)